# Mukadder
Mukadder ist ein türkischer männlicher und (überwiegend) weiblicher Vorname arabischer Herkunft mit der Bedeutung „wertgeschätzt“.

## Namensträger

### Weiblicher Vorname
- Mukadder Püskürt (* 1977), österreichische Dokumentarfilmerin
- Mukadder Seyhan Yücel (* 1971), türkische Germanistin und Hochschullehrerin